# Thủ tướng Perú
Chủ tịch Hội đồng Bộ trưởng của Peru, chính thức được gọi là "Thủ tướng" (hình thức địa chỉ) hoặc "Thủ tướng Chính phủ", đứng đầu Hội đồng Bộ trưởng, và được bổ nhiệm bởi Tổng thống phê chuẩn (cấp phát bởi Quốc hội như với tất cả các thành viên của Hội đồng).
Tuy nhiên, Thủ tướng Peru không phải là người đứng đầu chính phủ, vì ở Peru, Tổng thống là người đóng vai trò là người đứng đầu chính phủ thực sự. Peru là một trong số ít các quốc gia ở Mỹ Latinh (các quốc gia khác là Argentina, Cuba và Haiti) nơi vị trí thủ tướng hiện đang tồn tại. Thủ tướng hiện tại là Gustavo Adrianzén, người nhậm chức vào ngày 6 tháng 3 năm 2024.

## Danh sách thủ tướng Peru từ 1856-nay
| №    | HÌnh ảnh                     | Thủ tướng                                              | Bắt đầu nhiệm kỳ     | Kết thúc nhiệm kỳ             | Tổng thống                       |
| ---- | ---------------------------- | ------------------------------------------------------ | -------------------- | ----------------------------- | -------------------------------- |
| 1    |                              | Juan Manuel del Mar Bernedo                            | tháng 12 năm 1856    | 1857                          | Ramón Castilla                   |
| 2    |                              | José Maria Raygada y Gallo (lần 1)                     | 1857                 | 15 tháng 7 năm 1858           | Ramón Castilla                   |
| 3    |                              | Miguel de San Román                                    | 15 tháng 7 năm 1858  | tháng 10 năm 1858             | Ramón Castilla                   |
| 2    |                              | José Maria Raygada y Gallo (lần 2)                     | tháng 10 năm 1858    | 1861                          | Ramón Castilla                   |
| 4    |                              | Juan Antonio Pezet                                     | 1861                 | 1863                          | Ramón Castilla                   |
| 4    | Miguel de San Román          | Juan Antonio Pezet                                     | 1861                 | 1863                          |                                  |
| 4    | Ramón Castilla               | Juan Antonio Pezet                                     | 1861                 | 1863                          |                                  |
| 4    | Pedro Diez Canseco           | Juan Antonio Pezet                                     | 1861                 | 1863                          |                                  |
| 5    |                              | Juan Antonio Ribeyro Estrada                           | 1863                 | tháng 8 năm 1864              | Juan Antonio Pezet               |
| 6    |                              | Manuel Costas Arce                                     | tháng 8 năm 1864     | 11 tháng 4 năm 1865           | Juan Antonio Pezet               |
| 7    |                              | Manuel Ignacio de Vivanco                              | 11 tháng 4 năm 1865  | tháng 9 năm 1865              | Juan Antonio Pezet               |
| 7    | Mariano Ignacio Prado        | Manuel Ignacio de Vivanco                              | 11 tháng 4 năm 1865  | tháng 9 năm 1865              |                                  |
| 7    | Juan Antonio Pezet           | Manuel Ignacio de Vivanco                              | 11 tháng 4 năm 1865  | tháng 9 năm 1865              |                                  |
| 8    |                              | Pedro José Calderón                                    | tháng 9 năm 1865     | 8 tháng 11 năm 1865           |                                  |
| 9    |                              | Mariano Ignacio Prado                                  | 8 tháng 11 năm 1865  | tháng 6 năm 1867              | Pedro Diez Canseco               |
| 9    | Mariano Ignacio Prado        | Mariano Ignacio Prado                                  | 8 tháng 11 năm 1865  | tháng 6 năm 1867              |                                  |
| 10   |                              | Pedro José de Saavedra                                 | tháng 6 năm 1867     | tháng 1 năm 1868              |                                  |
| 11   |                              | Luis La Puerta                                         | tháng 1 năm 1868     | 8 tháng 1 năm 1868            |                                  |
| 12   |                              | Antonio Arenas (lần 1)                                 | 8 tháng 1 năm 1868   | 2 tháng 8 năm 1868            | Pedro Diez Canseco               |
| 13   |                              | José Balta                                             | 2 tháng 8 năm 1868   | 2 tháng 8 năm 1871            | José Balta                       |
| 14   |                              | José Allende                                           | 2 tháng 8 năm 1871   | 1872                          | José Balta                       |
| 15   |                              | José Jorge Loayza (lần 1)                              | 1872                 | 1872                          | Francisco Diez Canseco           |
| 15   | Mariano Herencia Zevallos    | José Jorge Loayza (lần 1)                              | 1872                 | 1872                          |                                  |
| 16   |                              | José Miguel Medina                                     | 2 tháng 8 năm 1872   | 3 tháng 9 năm 1873            | Manuel Pardo                     |
| 17   |                              | José Eusebio Sánchez Pedraza                           | 3 tháng 9 năm 1873   | 1874                          | Manuel Pardo                     |
| 18   |                              | José de la Riva-Agüero y Looz Corswaren                | 1874                 | 1875                          | Manuel Pardo                     |
| 19   |                              | Nicolás Freire de Neira                                | 1875                 | 1876                          | Manuel Pardo                     |
| (12) |                              | Antonio Arenas (lần 2)                                 | 2 tháng 8 năm 1876   | 26 tháng 8 năm 1876           | Mariano Ignacio Prado            |
| 20   |                              | Teodoro La Rosa                                        | 26 tháng 8 năm 1876  | 4 tháng 6 năm 1877            | Mariano Ignacio Prado            |
| 21   |                              | Juan Buendía Noriega                                   | 4 tháng 6 năm 1877   | 18 tháng 6 năm 1878           | Mariano Ignacio Prado            |
| 15   |                              | José Jorge Loayza (lần 2)                              | 18 tháng 6 năm 1878  | 17 tháng 12 năm 1878          | Mariano Ignacio Prado            |
| 22   |                              | Manuel Irigoyen Larrea (lần 1)                         | 17 tháng 12 năm 1878 | 19 tháng 5 năm 1879           | Mariano Ignacio Prado            |
| 23   |                              | Manuel de Mendiburu                                    | 19 tháng 5 năm 1879  | 16 tháng 10 năm 1879          | Mariano Ignacio Prado            |
| 24   |                              | Manuel Gonzáles de la Cotera                           | 16 tháng 10 năm 1879 | 23 tháng 12 năm 1879          | Mariano Ignacio Prado            |
| 25   |                              | Aurelio Denegri Valega (lần 1)                         | tháng 3 năm 1881     | tháng 11 năm 1881             | Francisco García Calderón        |
| 26   |                              | Lorenzo Iglesias Pino de Arce                          | 3 tháng 1 năm 1883   | 27 tháng 8 năm 1883           | Lizardo Montero Flores           |
| 27   |                              | Manuel Antonio Barinaga (lần 1)                        | 27 tháng 8 năm 1883  | 7 tháng 4 năm 1884            | Lizardo Montero Flores           |
| 27   | Andrés Avelino Cáceres       | Manuel Antonio Barinaga (lần 1)                        | 27 tháng 8 năm 1883  | 7 tháng 4 năm 1884            |                                  |
| 28   |                              | Mariano Castro Zaldívar Iglesias                       | 7 tháng 4 năm 1884   | 14 tháng 5 năm 1885           |                                  |
| 29   |                              | Joaquín Iglesias Pino de Arce                          | 14 tháng 5 năm 1885  | 3 tháng 12 năm 1885           |                                  |
| 12   |                              | Antonio Arenas (3rd time)                              | 3 tháng 12 năm 1885  | 5 tháng 6 năm 1886            | Himself                          |
| 30   |                              | Pedro Alejandrino del Solar Gabans (lần 1)             | 5 tháng 6 năm 1886   | 6 tháng 10 năm 1886           | Andrés Avelino Cáceres           |
| 31   |                              | José Nicolas Araníbar y Llano                          | 6 tháng 10 năm 1886  | 22 tháng 11 năm 1886          | Andrés Avelino Cáceres           |
| 30   |                              | Pedro Alejandrino del Solar Gabans (lần 2)             | 22 tháng 11 năm 1886 | 22 tháng 8 năm 1887           | Andrés Avelino Cáceres           |
| 32   |                              | Mariano Santos Álvarez Villegas                        | 22 tháng 8 năm 1887  | 12 tháng 9 năm 1887           | Andrés Avelino Cáceres           |
| 33   |                              | Carlos Maria Elías y de la Quintana (lần 1)            | 12 tháng 9 năm 1887  | 5 tháng 10 năm 1887           | Andrés Avelino Cáceres           |
| —    |                              | Raymundo Morales Arias Quyền Thủ tướng                 | 5 tháng 10 năm 1887  | 8 tháng 11 năm 1887           | Andrés Avelino Cáceres           |
| 25   |                              | Aurelio Denegri Valega (lần 2)                         | 8 tháng 11 năm 1887  | 8 tháng 3 năm 1889            | Andrés Avelino Cáceres           |
| 34   |                              | José Mariano Jiménez Wald (lần 1)                      | 8 tháng 3 năm 1889   | 4 tháng 4 năm 1889            | Andrés Avelino Cáceres           |
| 30   |                              | Pedro Alejandrino del Solar Gabans (lần 3)             | 4 tháng 4 năm 1889   | 10 tháng 2 năm 1890           | Andrés Avelino Cáceres           |
| 22   |                              | Manuel Irigoyen Larrea (lần 2)                         | 11 tháng 2 năm 1890  | 10 tháng 8 năm 1890           | Andrés Avelino Cáceres           |
| 35   |                              | Augusto Huaman-Velasco Billinghurst                    | 10 tháng 8 năm 1890  | 24 tháng 7 năm 1891           | Remigio Morales Bermúdez         |
| —    |                              | Alberto Elmore Fernández de Córdoba Quyền Thủ tướng    | 24 tháng 7 năm 1891  | 14 tháng 8 năm 1891           | Remigio Morales Bermúdez         |
| 36   |                              | Federico Herrera (lần 1)                               | 1 tháng 8 năm 1891   | 24 tháng 8 năm 1891           | Remigio Morales Bermúdez         |
| 37   |                              | Justiniano Borgoño                                     | 24 tháng 8 năm 1891  | 14 tháng 10 năm 1891          | Remigio Morales Bermúdez         |
| —    |                              | Federico Herrera                                       | 14 tháng 10 năm 1891 | 27 tháng 11 năm 1891 (acting) | Remigio Morales Bermúdez         |
| 36   | 27 tháng 11 năm 1891         | Federico Herrera                                       | 14 tháng 4 năm 1892  |                               | Remigio Morales Bermúdez         |
| —    |                              | Juan Ibarra                                            | 14 tháng 4 năm 1892  | 2 tháng 5 năm 1892 (Quyền)    | Remigio Morales Bermúdez         |
| 38   | 2 tháng 5 năm 1892           | Juan Ibarra                                            | 30 tháng 6 năm 1892  |                               | Remigio Morales Bermúdez         |
| 33   |                              | Carlos Maria Elías y de la Quintana (lần 2)            | 30 tháng 6 năm 1892  | 3 tháng 3 năm 1893            | Remigio Morales Bermúdez         |
| 39   |                              | Manuel Velarde Seoane                                  | 3 tháng 3 năm 1893   | 11 tháng 5 năm 1893           | Remigio Morales Bermúdez         |
| 34   |                              | José Mariano Jiménez Wald (lần 2)                      | 11 tháng 5 năm 1893  | 1 tháng 4 năm 1894            | Remigio Morales Bermúdez         |
| 40   |                              | Baltasar García Urrutia                                | 1 tháng 4 năm 1894   | 10 tháng 8 năm 1894           | Justiniano Borgoño               |
| 41   |                              | Cesáreo Chacaltana Reyes (lần 1)                       | 10 tháng 8 năm 1894  | 16 tháng 11 năm 1894          | Andrés Avelino Cáceres           |
| 22   |                              | Manuel Irigoyen Larrea (lần 3)                         | 16 tháng 11 năm 1894 | 20 tháng 3 năm 1895           | Andrés Avelino Cáceres           |
| 42   |                              | Antonio Bentín y La Fuente                             | 8 tháng 9 năm 1895   | 30 tháng 11 năm 1895          | Nicolás de Piérola               |
| 27   |                              | Manuel Antonio Barinaga (lần 2)                        | 30 tháng 11 năm 1895 | 8 tháng 8 năm 1896            | Nicolás de Piérola               |
| 43   |                              | Manuel Pablo Olaechea Guerrero                         | 8 tháng 8 năm 1896   | 25 tháng 11 năm 1897          | Nicolás de Piérola               |
| 44   |                              | Alejandro López de Romaña Alvizuri                     | 25 tháng 11 năm 1897 | 16 tháng 5 năm 1898           | Nicolás de Piérola               |
| 15   |                              | José Jorge Loayza (3rd time)                           | 16 tháng 5 năm 1898  | 8 tháng 9 năm 1899            | Nicolás de Piérola               |
| 45   |                              | Manuel María Gálvez Egúsquiza                          | 8 tháng 9 năm 1899   | 14 tháng 12 năm 1899          | Eduardo López de Romaña          |
| 46   |                              | Enrique de la Riva-Agüero y Looz Corswaren (lần 1)     | 14 tháng 12 năm 1899 | 30 tháng 8 năm 1900           | Eduardo López de Romaña          |
| 47   |                              | Enrique Coronel Zegarra y Cortés                       | 30 tháng 8 năm 1900  | 2 tháng 10 năm 1900           | Eduardo López de Romaña          |
| 48   |                              | Domingo M. Almenara Butler                             | 2 tháng 10 năm 1900  | 11 tháng 9 năm 1901           | Eduardo López de Romaña          |
| 41   |                              | Cesáreo Chacaltana Reyes (lần 2)                       | 11 tháng 9 năm 1901  | 9 tháng 8 năm 1902            | Eduardo López de Romaña          |
| 49   |                              | Cesáreo Octavio Deustua Escarza                        | 9 tháng 8 năm 1902   | 4 tháng 11 năm 1902           | Eduardo López de Romaña          |
| 50   |                              | Eugenio Larrabure y Unanue                             | 4 tháng 11 năm 1902  | 8 tháng 9 năm 1903            | Eduardo López de Romaña          |
| 51   |                              | José Pardo y Barreda                                   | 8 tháng 9 năm 1903   | 14 tháng 5 năm 1904           | Manuel Candamo                   |
| 51   | Serapio Calderón             | José Pardo y Barreda                                   | 8 tháng 9 năm 1903   | 14 tháng 5 năm 1904           |                                  |
| 52   |                              | Alberto Elmore Fernández de Córdoba                    | 14 tháng 5 năm 1904  | 24 tháng 9 năm 1904           |                                  |
| 53   |                              | Augusto Bernardino Leguía y Salcedo                    | 24 tháng 9 năm 1904  | 1 tháng 8 năm 1907            | José Pardo y Barreda             |
| 54   |                              | Agustín Tovar                                          | 1 tháng 8 năm 1907   | 9 tháng 10 năm 1907           | José Pardo y Barreda             |
| 55   |                              | Carlos A. Washburn Salas                               | 9 tháng 10 năm 1907  | 24 tháng 9 năm 1908           | José Pardo y Barreda             |
| 56   |                              | Eulogio I. Romero Salcedo                              | 24 tháng 9 năm 1908  | 8 tháng 6 năm 1909            | tháng 8 nămo B. Leguía y Salcedo |
| 57   |                              | Rafael Fernández de Villanueva Cortez                  | 8 tháng 6 năm 1909   | 14 tháng 3 năm 1910           | tháng 8 nămo B. Leguía y Salcedo |
| 58   |                              | Javier Prado y Ugarteche                               | 14 tháng 3 năm 1910  | 3 tháng 8 năm 1910            | tháng 8 nămo B. Leguía y Salcedo |
| 59   |                              | Germán Schreiber Waddington (lần 1)                    | 3 tháng 8 năm 1910   | 3 tháng 11 năm 1910           | tháng 8 nămo B. Leguía y Salcedo |
| 60   |                              | José Salvador Cavero Ovalle                            | 3 tháng 11 năm 1910  | 27 tháng 12 năm 1910          | tháng 8 nămo B. Leguía y Salcedo |
| 61   |                              | Enrique C. Basadre Stevenson                           | 27 tháng 12 năm 1910 | 31 tháng 8 năm 1911           | tháng 8 nămo B. Leguía y Salcedo |
| 62   |                              | Agustín Guillermo Ganoza Cavero                        | 31 tháng 8 năm 1911  | 24 tháng 9 năm 1912           | tháng 8 nămo B. Leguía y Salcedo |
| 63   |                              | Elías Malpartida                                       | 24 tháng 9 năm 1912  | 23 tháng 12 năm 1912          | Guillermo Billinghurst           |
| 64   |                              | Enrique Varela Vidaurre (lần 1)                        | 24 tháng 12 năm 1912 | 24 tháng 2 năm 1913           | Guillermo Billinghurst           |
| 65   |                              | Federico Luna y Peralta                                | 24 tháng 2 năm 1913  | 17 tháng 6 năm 1913           | Guillermo Billinghurst           |
| 66   |                              | Aurelio Sousa Matute (lần 1)                           | 17 tháng 6 năm 1913  | 27 tháng 7 năm 1913           | Guillermo Billinghurst           |
| 64   |                              | Enrique Varela Vidaurre (lần 2)                        | 27 tháng 7 năm 1913  | 4 tháng 2 năm 1914            | Guillermo Billinghurst           |
| 67   |                              | Pedro E. Muñiz Sevilla                                 | 16 tháng 5 năm 1914  | 1 tháng 8 năm 1914            | Óscar Benavides                  |
| 68   |                              | Manuel Melitón Carvajal                                | 1 tháng 8 năm 1914   | 2 tháng 8 năm 1914            | Óscar Benavides                  |
| 66   |                              | Aurelio Sousa Matute (lần 2)                           | 22 tháng 8 năm 1914  | 11 tháng 11 năm 1914          | Óscar Benavides                  |
| 59   |                              | Germán Schreiber Waddington (lần 2)                    | 11 tháng 11 năm 1914 | 18 tháng 2 năm 1915           | Óscar Benavides                  |
| 69   |                              | Carlos Isaac Abril Galindo                             | 18 tháng 2 năm 1915  | 24 tháng 9 năm 1915           | José Pardo y Barreda             |
| 64   |                              | Enrique de la Riva-Agüero y Looz Corswaren (lần 2)     | 24 tháng 9 năm 1915  | 27 tháng 7 năm 1917           | José Pardo y Barreda             |
| 70   |                              | Francisco Tudela y Varela                              | 27 tháng 7 năm 1917  | 18 tháng 12 năm 1918          | José Pardo y Barreda             |
| 71   |                              | Germán Arenas Zuñiga (lần 1)                           | 18 tháng 12 năm 1918 | 26 tháng 4 năm 1919           | José Pardo y Barreda             |
| 72   |                              | Juan Manuel Zuloaga                                    | 26 tháng 4 năm 1919  | 4 tháng 7 năm 1919            | José Pardo y Barreda             |
| 73   |                              | Germán Leguía y Martínez Jakeway                       | 4 tháng 7 năm 1919   | 7 tháng 10 năm 1922           | Augusto B. Leguía y Salcedo      |
| 74   |                              | Julio Enrique Ego Aguirre                              | 7 tháng 10 năm 1922  | 12 tháng 10 năm 1924          | Augusto B. Leguía y Salcedo      |
| 75   |                              | Alejandrino Maguiña                                    | 12 tháng 10 năm 1924 | 7 tháng 12 năm 1926           | Augusto B. Leguía y Salcedo      |
| 76   |                              | Pedro José Rada y Gamio                                | 7 tháng 12 năm 1926  | 12 tháng 10 năm 1929          | Augusto B. Leguía y Salcedo      |
| 77   |                              | Benjamín Huamán de los Heros                           | 12 tháng 10 năm 1929 | 23 tháng 8 năm 1930           | Augusto B. Leguía y Salcedo      |
| 78   |                              | Fernando Sarmiento                                     | 23 tháng 8 năm 1930  | 25 tháng 8 năm 1930           | Augusto B. Leguía y Salcedo      |
| 79   |                              | Luis Miguel Sánchez Cerro                              | 25 tháng 8 năm 1930  | 24 tháng 11 năm 1930          | Manuel María Ponce Brousset      |
| 79   | Luis Miguel Sánchez Cerro    | Luis Miguel Sánchez Cerro                              | 25 tháng 8 năm 1930  | 24 tháng 11 năm 1930          |                                  |
| 80   |                              | Antonio Beingolea                                      | 24 tháng 11 năm 1930 | 1 tháng 3 năm 1931            |                                  |
| 71   |                              | Germán Arenas Zuñiga (lần 2)                           | 8 tháng 12 năm 1931  | 28 tháng 1 năm 1932           | Luis Miguel Sánchez Cerro        |
| 81   |                              | Francisco R. Lanatta Ramírez                           | 29 tháng 1 năm 1932  | 13 tháng 4 năm 1932           | Luis Miguel Sánchez Cerro        |
| 82   |                              | Luis Angel Flores (1899–1969)                          | 13 tháng 4 năm 1932  | 20 tháng 5 năm 1932           | Luis Miguel Sánchez Cerro        |
| 83   |                              | Ricardo Rivadeneyra Barnuevo (1872–1954)               | 21 tháng 5 năm 1932  | 24 tháng 12 năm 1932          | Luis Miguel Sánchez Cerro        |
| 84   |                              | José Matías Manzanilla Barrientos (1867–1947)          | 24 tháng 12 năm 1932 | 29 tháng 6 năm 1933           | Luis Miguel Sánchez Cerro        |
| 84   | Óscar Benavides              | José Matías Manzanilla Barrientos (1867–1947)          | 24 tháng 12 năm 1932 | 29 tháng 6 năm 1933           |                                  |
| 85   |                              | Jorge Prado y Ugarteche (1887–1970)                    | 29 tháng 6 năm 1933  | 24 tháng 11 năm 1933          |                                  |
| 86   |                              | José de la Riva-Agüero y Osma (1885–1944)              | 24 tháng 11 năm 1933 | 18 tháng 5 năm 1934           |                                  |
| 87   |                              | Alberto Rey de Castro y Romaña (lần 1) (1869–1961)     | tháng 9 năm 1934     | 24 tháng 12 năm 1934          |                                  |
| 88   |                              | Carlos Arenas y Loayza (1885–1955)                     | 24 tháng 12 năm 1934 | tháng 5 năm 1935              |                                  |
| 89   |                              | Manuel Esteban Rodríguez (1883–?)                      | tháng 5 năm 1935     | 13 tháng 4 năm 1936           |                                  |
| 90   |                              | Ernesto Montagne Markholz (1885–1954)                  | 8 tháng 12 năm 1936  | 12 tháng 4 năm 1939           |                                  |
| 87   |                              | Alberto Rey de Castro y Romaña (lần 2) (1869–1961)     | 12 tháng 4 năm 1939  | 8 tháng 12 năm 1939           |                                  |
| 91   |                              | Alfredo Solf y Muro (1872–1969)                        | 8 tháng 12 năm 1939  | 3 tháng 12 năm 1944           | Manuel Prado y Ugarteche         |
| 92   |                              | Manuel Cisneros Sánchez (lần 1) (1904–1971)            | 3 tháng 12 năm 1944  | 28 tháng 7 năm 1945           | Manuel Prado y Ugarteche         |
| 93   |                              | Rafael Belaúnde Diez Canseco (1886–1972)               | 28 tháng 7 năm 1945  | 31 tháng 1 năm 1946           | José Bustamante y Rivero         |
| 94   |                              | Julio Ernesto Portugal Escobedo (1894–1972)            | 31 tháng 1 năm 1946  | 12 tháng 1 năm 1947           | José Bustamante y Rivero         |
| 95   |                              | José R. Alzamora Freundt (1891–1953)                   | 12 tháng 1 năm 1947  | 30 tháng 10 năm 1947          | José Bustamante y Rivero         |
| 96   |                              | Roque Augusto Saldías Maninat (lần 1) (1892–1974)      | 27 tháng 2 năm 1948  | 17 tháng 6 năm 1948           | José Bustamante y Rivero         |
| 97   |                              | Armando Revoredo Iglesias (1896–1978)                  | 17 tháng 6 năm 1948  | 29 tháng 10 năm 1948          | José Bustamante y Rivero         |
| 98   |                              | Zenón Noriega Agüero (1900–1957)                       | 28 tháng 7 năm 1950  | 9 tháng 8 năm 1954            | Manuel A. Odría                  |
| 96   |                              | Roque tháng 8 nămo Saldías Maninat (lần 2) (1892–1974) | 9 tháng 8 năm 1954   | 28 tháng 7 năm 1956           | Manuel A. Odría                  |
| 92   |                              | Manuel Cisneros Sánchez (lần 2) (1904–1971)            | 28 tháng 7 năm 1956  | 9 tháng 6 năm 1958            | Manuel Prado y Ugarteche         |
| 99   |                              | Luis Gallo Porras (1894–1972)                          | 9 tháng 6 năm 1958   | 18 tháng 7 năm 1959           | Manuel Prado y Ugarteche         |
| 100  |                              | Pedro Beltrán Espantoso (1897–1979)                    | 18 tháng 7 năm 1959  | 24 tháng 11 năm 1961          | Manuel Prado y Ugarteche         |
| 101  |                              | Carlos Moreyra y Paz Soldán (1898–1981)                | 24 tháng 11 năm 1961 | 18 tháng 7 năm 1962           | Manuel Prado y Ugarteche         |
| 102  |                              | Nicolás Lindley López (1908–1995)                      | 18 tháng 7 năm 1962  | 3 tháng 3 năm 1963            | Ricardo Pérez Godoy              |
| 102  | 3 tháng 3 năm 1963           | Nicolás Lindley López (1908–1995)                      | 28 tháng 7 năm 1963  | Nicolás Lindley López         |                                  |
| 103  |                              | Julio Óscar Trelles Montes (1904-1990)                 | 28 tháng 7 năm 1963  | 31 tháng 12 năm 1963          | Fernando Belaúnde Terry          |
| 104  | Tập tin:Fernando Schwalb.jpg | Fernando Schwalb López Aldana (lần 1) (1916–2002)      | 31 tháng 12 năm 1963 | 15 tháng 9 năm 1965           | Fernando Belaúnde Terry          |
| 105  |                              | Daniel Becerra de la Flor (1906-1987)                  | 15 tháng 9 năm 1965  | 6 tháng 9 năm 1967            | Fernando Belaúnde Terry          |
| 106  |                              | Edgardo Seoane Corrales (1903-1978)                    | 6 tháng 9 năm 1967   | 17 tháng 11 năm 1967          | Fernando Belaúnde Terry          |
| 107  |                              | Raúl Ferrero Rebagliati (1911–1977)                    | 17 tháng 11 năm 1967 | 30 tháng 5 năm 1968           | Fernando Belaúnde Terry          |
| 108  |                              | Oswaldo Hercelles García (1908–1969)                   | 30 tháng 5 năm 1968  | 2 tháng 10 năm 1968           | Fernando Belaúnde Terry          |
| 109  |                              | Miguel Mujica Gallo (1910–2001)                        | 2 tháng 10 năm 1968  | 3 tháng 10 năm 1968           | Fernando Belaúnde Terry          |
| 110  |                              | Ernesto Montagne Sánchez (1916–1993)                   | 3 tháng 10 năm 1968  | 31 tháng 1 năm 1973           | Juan Velasco Alvarado            |
| 111  |                              | Luis Edgardo Mercado Jarrín (1919–2012)                | 31 tháng 1 năm 1973  | 1 tháng 2 năm 1975            | Juan Velasco Alvarado            |
| 112  |                              | Francisco Morales Bermúdez (1921–2022)                 | 1 tháng 2 năm 1975   | 30 tháng 8 năm 1975           | Juan Velasco Alvarado            |
| 113  |                              | Óscar Vargas Prieto (1917–1989)                        | 30 tháng 8 năm 1975  | 31 tháng 1 năm 1976           | Francisco Morales Bermúdez       |
| 114  |                              | Jorge Fernández Maldonado Solari (1922–2000)           | 31 tháng 1 năm 1976  | 16 tháng 7 năm 1976           | Francisco Morales Bermúdez       |
| 115  |                              | Guillermo Arbulú Galliani (1921–1998)                  | 17 tháng 7 năm 1976  | 30 tháng 1 năm 1978           | Francisco Morales Bermúdez       |
| 116  |                              | Óscar Molina Pallochia (1921–1990)                     | 30 tháng 1 năm 1978  | 31 tháng 1 năm 1979           | Francisco Morales Bermúdez       |
| 117  |                              | Pedro Richter Prada (1921–2017)                        | 31 tháng 1 năm 1979  | 28 tháng 7 năm 1980           | Francisco Morales Bermúdez       |
| 118  |                              | Manuel Ulloa Elías (1922–1992)                         | 28 tháng 7 năm 1980  | 3 tháng 1 năm 1983            | Fernando Belaúnde Terry          |
| 104  | Tập tin:Fernando Schwalb.jpg | Fernando Schwalb López Aldana (lần 2) (1916–2002)      | 3 tháng 1 năm 1983   | 10 tháng 4 năm 1984           | Fernando Belaúnde Terry          |
| 119  |                              | Sandro Mariátegui Chiappe (1921–2013)                  | 12 tháng 10 năm 1984 | 28 tháng 7 năm 1985           | Fernando Belaúnde Terry          |
| 120  |                              | Luis Ciro Pércovich Roca (1931–2017)                   | 12 tháng 10 năm 1984 | 28 tháng 7 năm 1985           | Fernando Belaúnde Terry          |
| 121  |                              | Luis Juan Alva Castro (1942–)                          | 28 tháng 7 năm 1985  | 26 tháng 6 năm 1987           | Alan García Pérez                |
| 122  |                              | Guillermo Larco Cox (lần 1) (1932–2002)                | 26 tháng 6 năm 1987  | 17 tháng 5 năm 1988           | Alan García Pérez                |
| 123  |                              | Armando Villanueva del Campo (1915–2013)               | 17 tháng 5 năm 1988  | 15 tháng 5 năm 1989           | Alan García Pérez                |
| 124  |                              | Luis Alberto Felix Sánchez (1900–1994)                 | 15 tháng 5 năm 1989  | 30 tháng 9 năm 1989           | Alan García Pérez                |
| 122  |                              | Guillermo Larco Cox (lần 2) (1932–2002)                | 30 tháng 9 năm 1989  | 28 tháng 7 năm 1990           | Alan García Pérez                |
| 125  |                              | Juan Carlos Hurtado Miller (1939–)                     | 28 tháng 7 năm 1990  | 15 tháng 2 năm 1991           | Alberto Fujimori                 |
| 126  |                              | Carlos Torres y Torres Lara (1942–2000)                | 15 tháng 2 năm 1991  | 6 tháng 11 năm 1991           | Alberto Fujimori                 |
| 127  |                              | Alfonso de los Heros Perez Alba (1939–)                | 6 tháng 11 năm 1991  | 6 tháng 4 năm 1992            | Alberto Fujimori                 |
| 128  |                              | Óscar de la Puente Raygada (1938–)                     | 6 tháng 4 năm 1992   | 28 tháng 8 năm 1993           | Alberto Fujimori                 |
| 129  |                              | Alfonso Bustamante y Bustamante (1941–)                | 28 tháng 8 năm 1993  | 17 tháng 2 năm 1994           | Alberto Fujimori                 |
| 130  |                              | Efraín Goldenberg Schreiber (1929–)                    | 17 tháng 2 năm 1994  | 28 tháng 7 năm 1995           | Alberto Fujimori                 |
| 131  |                              | Dante Córdova Blanco (1943–)                           | 28 tháng 7 năm 1995  | 3 tháng 4 năm 1996            | Alberto Fujimori                 |
| 132  |                              | Alberto Pandolfi Arbulú (lần 1) (1940–)                | 3 tháng 4 năm 1996   | 4 tháng 6 năm 1998            | Alberto Fujimori                 |
| 133  |                              | Javier Valle Riestra González Olachea (1932–)          | 4 tháng 6 năm 1998   | 21 tháng 8 năm 1998           | Alberto Fujimori                 |
| 132  |                              | Alberto Pandolfi Arbulú (lần 2) (1940–)                | 21 tháng 8 năm 1998  | 3 tháng 1 năm 1999            | Alberto Fujimori                 |
| 134  |                              | Víctor Dionicio Joy Way Rojas (1945–)                  | 3 tháng 1 năm 1999   | 10 tháng 10 năm 1999          | Alberto Fujimori                 |
| 135  |                              | José Alberto Bustamante Belaúnde (1950–2008)           | 10 tháng 10 năm 1999 | 29 tháng 7 năm 2000           | Alberto Fujimori                 |
| 136  |                              | Federico Salas Guevara Schultz (1950–)                 | 29 tháng 7 năm 2000  | 22 tháng 11 năm 2000          | Alberto Fujimori                 |
| 137  |                              | Javier Pérez de Cuéllar (1920–2020)                    | 22 tháng 11 năm 2000 | 28 tháng 7 năm 2001           | Valentín Paniagua                |
| 138  |                              | Roberto Enrique Dañino Zapata (1951–)                  | 28 tháng 7 năm 2001  | 12 tháng 7 năm 2002           | Alejandro Toledo                 |
| 139  |                              | Luis Solari De La Fuente (1948–)                       | 12 tháng 7 năm 2002  | 28 tháng 6 năm 2003           | Alejandro Toledo                 |
| 140  |                              | Martha Beatriz Merino Lucero (1947–)                   | 28 tháng 6 năm 2003  | 15 tháng 12 năm 2003          | Alejandro Toledo                 |
| 141  |                              | Carlos Ferrero Costa (1941–)                           | 15 tháng 12 năm 2003 | 16 tháng 8 năm 2005           | Alejandro Toledo                 |
| 142  |                              | Pedro Pablo Kuczynski Godard (1938–)                   | 16 tháng 8 năm 2005  | 28 tháng 7 năm 2006           | Alejandro Toledo                 |
| 143  |                              | Jorge del Castillo Gálvez (1950–)                      | 28 tháng 7 năm 2006  | 14 tháng 10 năm 2008          | Alan García Pérez                |
| 144  |                              | Yehude Simon Munaro (1947–)                            | 14 tháng 10 năm 2008 | 11 tháng 7 năm 2009           | Alan García Pérez                |
| 145  |                              | Javier Velásquez (1960–)                               | 11 tháng 7 năm 2009  | 14 tháng 9 năm 2010           | Alan García Pérez                |
| 146  |                              | José Antonio Chang (1958–)                             | 14 tháng 9 năm 2010  | 18 tháng 3 năm 2011           | Alan García Pérez                |
| 147  |                              | Rosario Fernández (1955–)                              | 19 tháng 3 năm 2011  | 28 tháng 7 năm 2011           | Alan García Pérez                |
| 148  |                              | Salomón Lerner Ghitis (1946–)                          | 28 tháng 7 năm 2011  | 11 tháng 12 năm 2011          | Ollanta Humala                   |
| 149  |                              | Oscar Valdés (1949–)                                   | 11 tháng 12 năm 2011 | 23 tháng 7 năm 2012           | Ollanta Humala                   |
| 150  |                              | Juan Jiménez Mayor (1964–)                             | 23 tháng 7 năm 2012  | 31 tháng 10 năm 2013          | Ollanta Humala                   |
| 151  |                              | César Villanueva (lần 1) (1946–)                       | 31 tháng 10 năm 2013 | 24 tháng 2 năm 2014           | Ollanta Humala                   |
| 152  |                              | René Cornejo (1962–)                                   | 24 tháng 2 năm 2014  | 22 tháng 7 năm 2014           | Ollanta Humala                   |
| 153  |                              | Ana Jara (1968–)                                       | 22 tháng 7 năm 2014  | 2 tháng 4 năm 2015            | Ollanta Humala                   |
| 154  |                              | Pedro Cateriano (1958–)                                | 2 tháng 4 năm 2015   | 28 tháng 7 năm 2016           | Ollanta Humala                   |
| 155  |                              | Fernando Zavala Lombardi (1971–)                       | 28 tháng 7 năm 2016  | 17 tháng 9 năm 2017           | Pedro Pablo Kuczynski            |
| 156  |                              | Mercedes Aráoz Fernández (1961–)                       | 17 tháng 9 năm 2017  | 2 tháng 4 năm 2018            | Pedro Pablo Kuczynski            |
| 151  |                              | César Villanueva (lần 2) (1946–)                       | 2 tháng 4 năm 2018   | 8 tháng 3 năm 2019            | Martín Vizcarra                  |
| 157  |                              | Salvador del Solar Labarthe (1965–)                    | 11 tháng 3 năm 2019  | 30 tháng 9 năm 2019           | Martín Vizcarra                  |
| 158  |                              | Vicente Antonio Zeballos Salinas (1963–)               | 30 tháng 9 năm 2019  | 15 tháng 7 năm 2020           | Martín Vizcarra                  |
| 154  |                              | Pedro Cateriano (1963–)                                | 15 tháng 7 năm 2020  | 6 tháng 8 năm 2020            | Martín Vizcarra                  |
| 159  |                              | Walter Martos (1957–)                                  | 6 tháng 8 năm 2020   | 9 tháng 11 năm 2020           | Martín Vizcarra                  |
| 160  |                              | Ántero Flores Aráoz (1942–)                            | 11 tháng 11 năm 2020 | 15 tháng 11 năm 2020          | Martín Vizcarra                  |
| 161  |                              | Violeta Bermúdez (1961–)                               | 18 tháng 11 năm 2020 | 28 tháng 7 năm 2021           | Francisco Sagasti                |
| 162  |                              | Guido Bellido (1979–)                                  | 29 tháng 7 năm 2021  | 6 tháng 10 năm 2021           | Pedro Castillo                   |
| 163  |                              | Mirtha Vásquez (1975–)                                 | 6 tháng 10 năm 2021  | 1 tháng 2 năm 2022            | Pedro Castillo                   |
| 164  |                              | Héctor Valer (1959–)                                   | 1 tháng 2 năm 2022   | 8 tháng 2 năm 2022            | Pedro Castillo                   |
| 165  |                              | Aníbal Torres (1942–)                                  | 8 tháng 2 năm 2022   | 25 tháng 11 năm 2022          | Pedro Castillo                   |
| 166  |                              | Betssy Chávez (1989–)                                  | 25 tháng 11 năm 2022 | 7 tháng 12 năm 2022           | Pedro Castillo                   |
| 167  |                              | Pedro Angulo Arana (1960–)                             | 10 tháng 12 năm 2022 | 21 tháng 12 năm 2022          | Dina Boluarte                    |
| 168  |                              | Alberto Otárola (1967–)                                | 21 tháng 12 năm 2022 | 5 tháng 3 năm 2024            | Dina Boluarte                    |
| 169  |                              | Gustavo Adrianzén (1966–)                              | 6 tháng 3 năm 2024   | Tại nhiệm                     | Dina Boluarte                    |